# Scotopteryx hellwegeri
Scotopteryx hellwegeri är en fjärilsart som beskrevs av Otto Staudinger 1924. Scotopteryx hellwegeri ingår i släktet backmätare, och familjen mätare. Inga underarter finns listade.